# Sid Vicious
Sid Vicious (tên lúc sinh John Simon Ritchie, 
10 tháng 5 năm 1957 - 2 tháng 2 năm 1979) là một nhạc công bass và ca sĩ người Anh. Anh đã đạt được danh tiếng khi là thành viên của ban nhạc punk rock Sex Pistols, thay thế Glen Matlock, người đã hết lòng với phần còn lại của nhóm.
Do sử dụng thuốc tiêm tĩnh mạch, Vicy đã phải nhập viện với viêm gan trong quá trình ghi album phòng thu duy nhất của Sex Pistols,  Never Mind the Bollocks, Đây là Sex Pistols ; âm trầm của anh chỉ được thể hiện một phần trên một bài hát - "Bodies". Sau đó, Vicy xuất hiện với tư cách là một giọng ca chính, thể hiện ba bài hát, trên nhạc nền cho  The Great Rock 'n' Roll Swulum , một bộ phim tài liệu giả tưởng chủ yếu về Sex Pistols. Khi Súng ngắn tình dục đang thu hút sự chú ý, Vicy đã gặp Nancy Spungen, và cặp đôi bước vào một mối quan hệ mà đỉnh điểm là cái chết của Spungen do vết thương đâm rõ ràng khi ở trong Thành phố New York Khách sạn Chelsea với Viously. Do nghi ngờ giết người, Vicy được tại ngoại; anh ta lại bị bắt vì tấn công Todd Smith, anh trai của Patti Smith, tại một hộp đêm và trải qua cai nghiện ma túy trên Đảo Rikers. Tôi đã chết năm 1979 sau khi dùng quá liều heroin.
Chưa đầy bốn tuần sau cái chết của Vicy, The Great Rock 'n' Roll Swindle soundtrack đã được phát hành Vào ngày 15 tháng 12 năm 1979, một bản tổng hợp các tài liệu trực tiếp được ghi lại trong sự nghiệp solo ngắn ngủi của anh đã được phát hành dưới dạng Sid Sings. Gary Oldman miêu tả Vicy trong bộ phim tiểu sử năm 1986 Sid and Nancy.